# Demetrios Masias
Demetrios Masias (Grieks: Δημήτριος Μασιάς) (27 maart 1981) is een Cypriotisch voetbalscheidsrechter. Hij is in dienst van FIFA en UEFA sinds 2015.
Op 30 juni 2015 floot Masias zijn eerste wedstrijd in de voorronde van de UEFA Champions League. Pjoenik Jerevan en SS Folgore/Falciano troffen elkaar in de eerste ronde (2-1). In dit duel deelde Masias vijf gele kaarten uit. Fabio Ceschi van Folgore werd uitgesloten met een dubbele gele kaart.
Zijn eerste interland floot hij op 31 augustus 2016, toen Ierland met 4–0 won van Oman door onder meer twee doelpunten van Jon Walters .

## Interlands
| Datum            | Plaats              | Wedstrijd              | Uitslag | Competitie                  | Kreeg geel | Kreeg voor de tweede keer geel en dus rood | Weggestuurd |
| ---------------- | ------------------- | ---------------------- | ------- | --------------------------- | ---------- | ------------------------------------------ | ----------- |
| 31 augustus 2016 | Dublin, Ierland     | Ierland – Oman         | 4 – 0   | Vriendschappelijk           | 2          | 0                                          | 0           |
| 24 maart 2018    | Netanja, Israël     | Israël – Roemenië      | 1 – 2   | Vriendschappelijk           | 3          | 0                                          | 0           |
| 17 november 2018 | Bakoe, Azerbeidzjan | Azerbeidzjan – Faeröer | 2 – 0   | UEFA Nations League 2018/19 | 3          | 0                                          | 0           |

Laatste aanpassing op 18 november 2018